# Ferrari F80
Ferrari F80 — гибридный суперкар, представленный 17 октября 2024 года итальянской фирмой Ferrari.

## Описание
Ferrari F80 был разработан Адриано Раэли. Кузов автомобиля основан на болиде Формулы-1.
Ferrari F80 оснащён 3,0-литровым двигателем V6 с углом развала цилиндров 120°. Без системы рекуперативного торможения двигатель развивает мощность 900 л. с., а с системой рекуперативного торможения — 1200 л. с. Таким образом, F80 является самым мощным гиперкаром Ferrari (ранее такой статус имел Ferrari SF90 Stradale с двигателем мощностью 1030 л. с.).
Благодаря массе 1525 кг автомобиль Ferrari F80 способен разгоняться до 100 км/ч всего за 2,15 секунды. Максимальная скорость составляет более 350 км/ч.
На момент запуска цена составила от 3,6 млн евро.